# Waitangifördraget
Waitangifördraget undertecknades den 6 februari 1840 mellan Storbritannien och hövdingarna för Maorifolket på Nya Zeeland och det innebar brittisk suveränitet och beskydd av Nya Zeeland. På engelska kallas denna dag även New Zealand Day ("Nya Zeeland-dagen") alternativt Waitangi Day (Waitangidagen) och firas som landets nationaldag.

## Fördragstexten

### Inledning
| Engelska | Översättning |
| --- | --- |
| HER MAJESTY VICTORIA Queen of the United Kingdom of Great Britain and Ireland regarding with Her Royal Favor the Native Chiefs and Tribes of New Zealand and anxious to protect their just Rights and Property and to secure to them the enjoyment of Peace and Good Order has deemed it necessary in consequence of the great number of Her Majesty's Subjects who have already settled in New Zealand and the rapid extension of Emigration both from Europe and Australia which is still in progress to constitute and appoint a functionary properly authorised to treat with the Aborigines of New Zealand for the recognition of Her Majesty's Sovereign authority over the whole or any part of those islands – Her Majesty therefore being desirous to establish a settled form of Civil Government with a view to avert the evil consequences which must result from the absence of the necessary Laws and Institutions alike to the native population and to Her subjects has been graciously pleased to empower and to authorise me William Hobson a Captain in Her Majesty's Royal Navy Consul and Lieutenant-Governor of such parts of New Zealand as may be or hereafter shall be ceded to her Majesty to invite the confederated and independent Chiefs of New Zealand to concur in the following Articles and Conditions. | HENNES MAJESTÄT VICTORIA Drottning av Förenade kungariket Storbritannien och Irland, som med sin kungliga gunst anser Nya Zeelands infödda hövdingar och stammar och är angelägen om att skydda deras rättmätiga rättigheter och egendom samt att säkerställa deras åtnjutande av fred och god ordning, har ansett det nödvändigt, med tanke på det stora antalet av Hennes Majestäts undersåtar som redan har bosatt sig i Nya Zeeland och den snabba utbredningen av emigrationen från både Europa och Australien som fortfarande pågår, att bilda och utse en funktionär som är vederbörligen bemyndigad att förhandla med Nya Zeelands aboriginer för erkännandet av Hennes Majestäts suveräna auktoritet över hela eller någon del av dessa öar – Hennes Majestät, som därför önskar etablera en etablerad form av civilt styre i syfte att avvärja de onda konsekvenser som måste uppstå till följd av avsaknaden av nödvändiga lagar och institutioner, både för den infödda befolkningen och för hennes undersåtar, har nådigt behagat bemyndiga och auktorisera mig, William Hobson, kapten i Hennes Majestäts kungliga flotta, till konsul och löjtnantguvernör för de delar av Nya Zeeland som kan bli eller senare ska överlåtas till Hennes Majestät, att inbjuda de konfedererade och oberoende hövdingarna. av Nya Zeeland att instämma i följande artiklar och villkor. |

### Första artikeln
| Engelska | Översättning |
| --- | --- |
| The Chiefs of the Confederation of the United Tribes of New Zealand and the separate and independent Chiefs who have not become members of the Confederation cede to Her Majesty the Queen of England absolutely and without reservation all the rights and powers of Sovereignty which the said Confederation or Individual Chiefs respectively exercise or possess, or may be supposed to exercise or to possess over their respective Territories as the sole sovereigns thereof. | Hövdingarna för Konfederationen av de Förenade Stammarna i Nya Zeeland och de separata och oberoende hövdingarna som inte har blivit medlemmar i Konfederationen avstår till Hennes Majestät Drottningen av England absolut och utan förbehåll alla de rättigheter och suveränitetsbefogenheter som nämnda Konfederation eller enskilda hövdingar utövar eller innehar, eller kan antas utöva eller inneha, över sina respektive territorier som dess enda suveräner. |

### Andra artikeln
| Engelska | Översättning |
| --- | --- |
| Her Majesty the Queen of England confirms and guarantees to the Chiefs and Tribes of New Zealand and to the respective families and individuals thereof the full exclusive and undisturbed possession of their Lands and Estates Forests Fisheries and other properties which they may collectively or individually possess so long as it is their wish and desire to retain the same in their possession; but the Chiefs of the United Tribes and the individual Chiefs yield to Her Majesty the exclusive right of Preemption over such lands as the proprietors thereof may be disposed to alienate at such prices as may be agreed upon between the respective Proprietors and persons appointed by Her Majesty to treat with them in that behalf. | Hennes Majestät Englands drottning bekräftar och garanterar Nya Zeelands hövdingar och stammar samt deras respektive familjer och individer den fulla exklusiva och ostörda besittningen av deras mark, egendomar, skogar, fiske och andra egendomar som de gemensamt eller individuellt kan inneha så länge det är deras önskan och önskemål att behålla dessa i sin besittning; men hövdingarna för de Förenade Stammarna och de enskilda hövdingarna avstår till Hennes Majestät den exklusiva förköpsrätten över sådan mark som dess ägare kan vara benägna att avyttra till sådana priser som kan överenskommas mellan respektive ägare och personer som utsetts av Hennes Majestät att förhandla med dem i detta avseende. |

### Tredje artikeln
| Engelska | Översättning |
| --- | --- |
| In consideration thereof Her Majesty the Queen of England extends to the Natives of New Zealand Her royal protection and imparts to them all the Rights and Privileges of British Subjects. (signed) William Hobson, Lieutenant-Governor. Now therefore We the Chiefs of the Confederation of the United Tribes of New Zealand being assembled in Congress at Victoria in Waitangi and We the Separate and Independent Chiefs of New Zealand claiming authority over the Tribes and Territories which are specified after our respective names, having been made fully to understand the Provisions of the foregoing Treaty, accept and enter into the same in the full spirit and meaning thereof in witness of which we have attached our signatures or marks at the places and the dates respectively specified. Done at Waitangi this Sixth day of February in the year of Our Lord one thousand eight hundred and forty. | Som ett resultat härav utsträcker Hennes Majestät Englands drottning till Nya Zeelands infödda sitt kungliga beskydd och ger dem alla de rättigheter och privilegier som brittiska undersåtar har. (undertecknad) William Hobson, löjtnantguvernör. Därför accepterar och ingår vi, hövdingarna för Nya Zeelands förenade stammars konfederation, som är samlade i kongressen i Victoria i Waitangi, och vi, de separata och oberoende hövdingarna för Nya Zeeland, som gör anspråk på auktoritet över de stammar och territorier som anges efter våra respektive namn, efter att ha blivit förberedda att fullt ut förstå bestämmelserna i föregående fördrag, detsamma i dess fulla anda och innebörd, till vittnesmål om vilket vi har fäst våra underskrifter eller märken på de platser och datum som anges. Utfärdat i Waitangi denna sjätte februari år 1840. |

### Fotnoter
1. ↑  ”New Zealand” (på engelska). World Statesmen. http://www.worldstatesmen.org/New_Zealand.htm. Läst 10 november 2015.